# Pokhara occidentalis
Pokhara occidentalis is een hooiwagen uit de familie Sclerosomatidae.